# Hajdú-Bihar vármegye turisztikai látnivalóinak listája

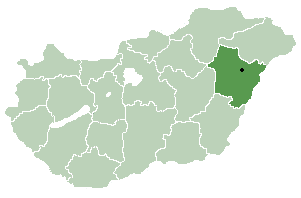
Hajdú-Bihar vármegye

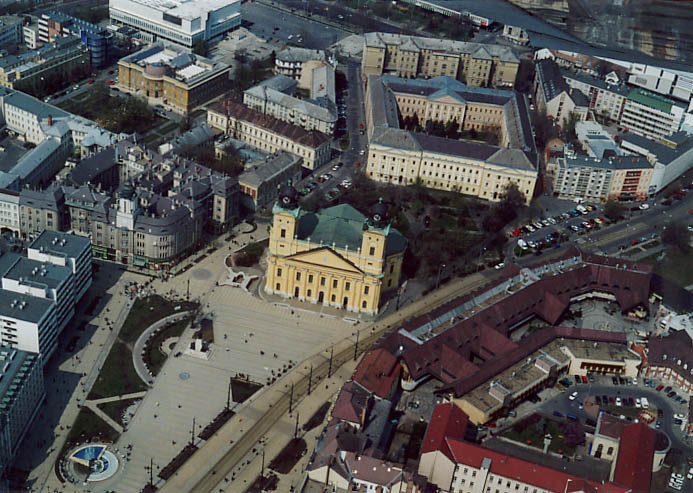
A Debreceni Református Nagytemplom, mögötte a Református Kollégium

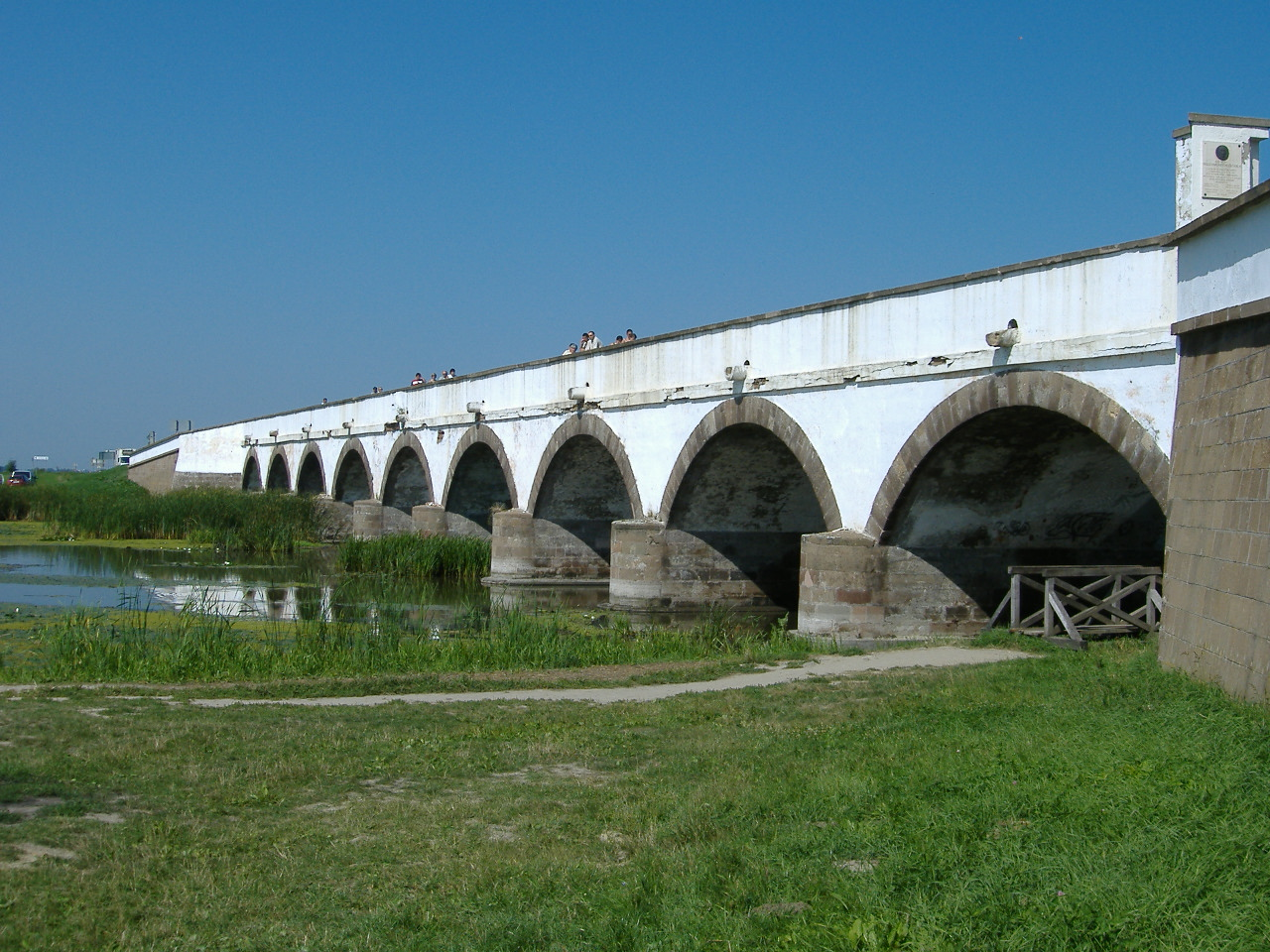
A hortobágyi kilenclyukú híd

Ez a lista Hajdú-Bihar vármegye ismert turisztikai látnivalóit tartalmazza (műemlékek, természeti értékek, programok).
Lásd még: 
- Hajdú-Bihar vármegyei múzeumok listája
- Hajdú-Bihar vármegyei kulturális programok listája

## Debrecen
- Református Nagytemplom
- Református Kollégium
- Debreceni Nagyerdő
  - Nagyerdei Kultúrpark
  - Debreceni Állatkert
  - Egyetemi Botanikuskert

## Más települések
- Balmazújváros - Semsey-kastély, Veres Péter-emlékház, túzokszobor
- Berettyóújfalu – herpályi Csonkatorony
- Hajdúbagos – földikutya-rezervátum
- Hajdúdorog – görögkatolikus székesegyház
- Hajdúnánás – struccfarm
- Hajdúszoboszló – erődfal maradványa, harangház, Európa legnagyobb fürdőkomplexuma
- Hortobágy – Hortobágyi puszta, Kilenclyukú híd
- Monostorpályi – református templom, magtárépületek
- Nagykereki – Bocskai-várkastély
- Nyíracsád – Árpád-kori eredetű templom, ma református
- Püspökladány – Szent Ágota híd, farkasszigeti arborétum

## Településen kívüli látnivalók
- Hortobágyi Nemzeti Park
- Daru-lápi tanösvény, Kokad külterületén

## Turisztikai programok
- Debreceni virágkarnevál
- Hortobágyi Lovasnapok
- Hortobágyi hídivásár
- Komádi Lovasnapok